# NGC 255
NGC 255 је спирална галаксија у сазвежђу Кит која се налази на NGC листи објеката дубоког неба.
Деклинација објекта је - 11° 28' 6" а ректасцензија 0h 47m 47,3s. Привидна величина (магнитуда) објекта NGC 255 износи 11,9 а фотографска магнитуда 12,7. Налази се на удаљености од 20,0000 милиона парсека од Сунца. NGC 255 је још познат и под ознакама MCG -2-3-17, IRAS 00452-1144, PGC 2802.